# هنری راسل (دونده)
هنری راسل (انگلیسی: Henry Russell; ۱۵ دسامبر ۱۹۰۴ – ۹ نوامبر ۱۹۸۶) دونده اهل ایالات متحده آمریکا بود.